# Jutrzenka (tygodnik)
Jutrzenka. Tygodnik dla Izraelitów Polskich – tygodnik wydawany w języku polskim w okresie 5 lipca 1861 – 23 października 1863 w Warszawie przez środowisko Żydów – zwolenników asymilacji z ludnością polską.
Redaktorem czasopisma był Daniel Neufeld, zaś w skład redakcji wchodzili także absolwenci Warszawskiej Szkoły Rabinów (m.in. Jakub Rotwand), zwolennicy asymilacji ludności żydowskiej. Tygodnik poruszał tematykę religijną, społeczną i historyczną. Na łamach Jutrzenki ukazywały się także obwieszczenia urzędowe, rozprawy naukowe, biogramy sławnych Żydów oraz utwory literackie. Kres działalności pisma położyło aresztowanie i zesłanie Daniela Neufelda. Łącznie wyszło 121 numerów Jutrzenki .